# Гурняк Володимир Ярославович
Гурняк Володимир Ярославович (2 січня 1989, Стоділки — 1 травня 2022, біля Святогірська) — український військовослужбовець, старший солдат 80 ОДШБр Збройних сил України, учасник російсько-української війни.

## Життєпис
Народився 2 січня 1989 року в с. Стоділки Городоцького району Львівської області.
З початком ройського повномасштабного вторгнення вступив у ряди 80 ОДШБр. Служив санітаром евакуаційного відділення медичної роти.

## Загибель
Загинув 1 травня 2022 року при виконанні бойового завдання поблизу міста Святогірськ, Донецької області.

## Нагороди
- Орден «За мужність» III ступеня (3 червня 2022, посмертно) — за особисту мужність і самовіддані дії, виявлені у захисті державного суверенітету та територіальної цілісності України, вірність військовій присязі[2]